# Julio Ribas
Pour les articles homonymes, voir Ribas.
Julio César Ribas, né le 8 janvier 1957 à Rivera (Uruguay), est un joueur de football uruguayen, devenu entraîneur.
Footballeur professionnel de 1975 à 1992, Ribas évolue dans de nombreux clubs du championnat d'Uruguay (Bella Vista, Nacional, Defensor, River Plate) et d'Amérique du Sud (Club de Gimnasia y Esgrima La Plata et club Atlético River Plate en Argentine, CS Cartagines au Costa Rica), sélectionné en équipe nationale pour la Kirin Cup 1985 (un tournoi non officiel), il se reconvertit comme entraîneur après sa retraite sportive. En 1999, il remporte le championnat d'Uruguay avec le CA Peñarol.
Il est le père de Sebastián Ribas.

## Biographie
Il est nommé sélectionneur de l'équipe de Gibraltar en juin 2018.